# Trifolium monanthum
Trifolium monanthum är en ärtväxtart som beskrevs av Asa Gray. Trifolium monanthum ingår i släktet klövrar, och familjen ärtväxter.

## Underarter
Arten delas in i följande underarter:
- T. m. eastwoodianum
- T. m. grantianum
- T. m. monanthum
- T. m. parvum